# Stanislaw Michailowitsch Mitin

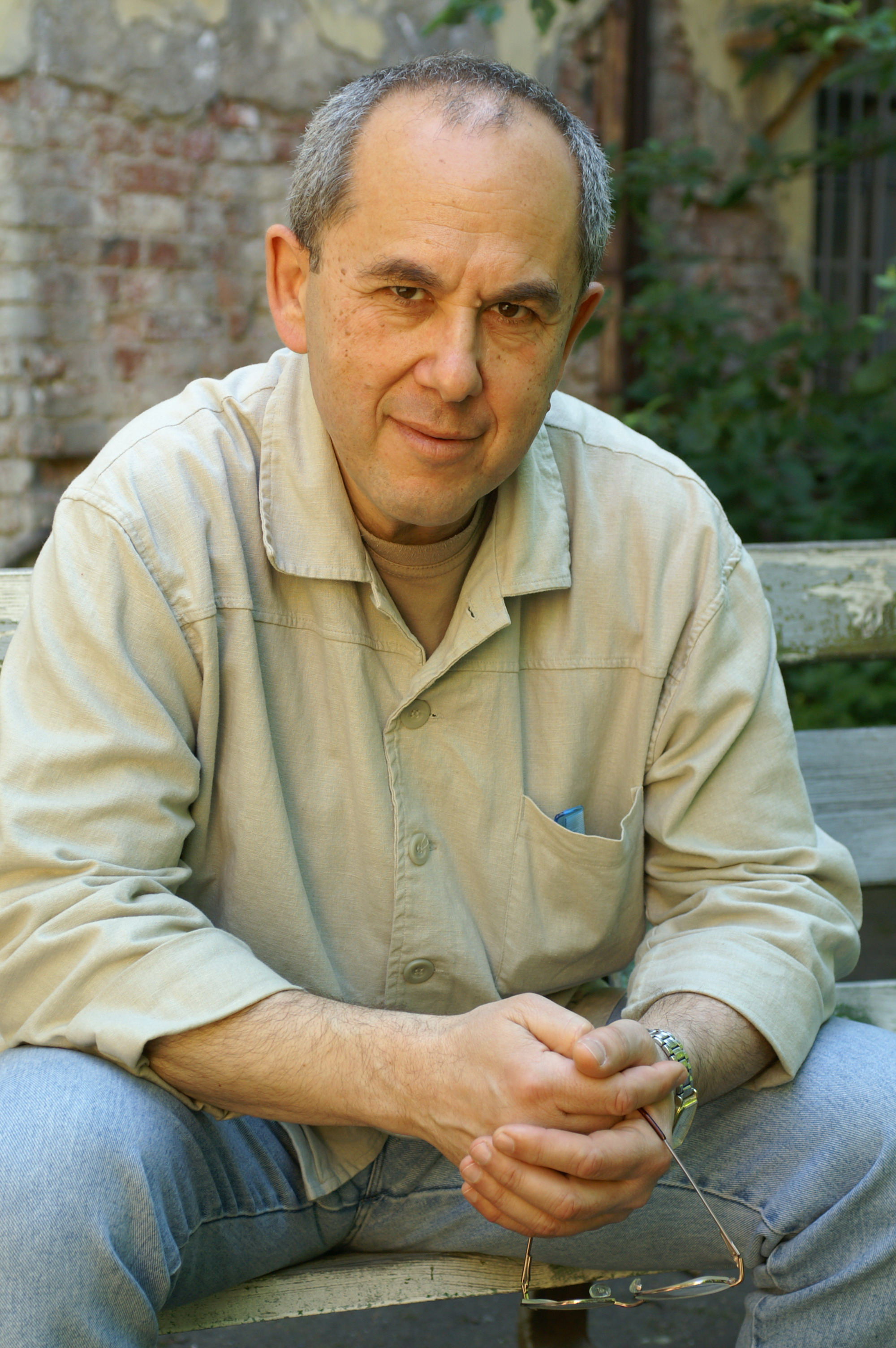
Stanislaw Mitin

Stanislaw Michailowitsch Mitin (russisch Станисла́в Миха́йлович Ми́тин; * 5. August 1950 in Taschkent, Sowjetunion; † 11. April 2023 in Netanja, Israel) war ein russischer Film- und Theaterregisseur sowie Drehbuchautor.

## Leben
Stanislaw Mitin schloss 1980 die Sankt Petersburger (damals Leningrader) staatliche Theaterakademie im Fach „Dramaregie“ mit summa cum laude ab und war danach als Regisseur im Theater, Kino sowie Fernsehen tätig. Als Theaterregisseur arbeitete Mitin in unterschiedlichen Theatern Moskaus und Sankt Petersburgs und inszenierte mehr als 30 Drama- und Musiktheaterstücke in und außerhalb Russlands. Zusammen mit seiner Ehefrau, Ella Mitina, realisierte er über zehn Dokumentarfilme.
Er starb am 11. April 2023 im Alter von 72 Jahren in Israel.

## Filmografie

### Regie
- 2005: Die Glücklichsten (Russisch Самые счастливые), (Fernsehfilm)
- 2006: Doppelter Name (Russisch Двойная фамилия)
- 2006: Travesti (Russisch Травести), (Fernsehfilm)
- 2007: Die Sünde (Russisch Грех), (Fernsehfilm)
- 2008: Durch die Hintertür (Englisch Backdoor, Russisch С чёрного хода)
- 2009: Ljubka (Russisch Любка) (Fernsehfilm in zwei Teilen)
- 2010: Witwendampfer (Russisch Вдовий пароход) (Fernsehfilm)
- 2010: Passionsgefangenschaft (Russisch Плен страсти) (Fernsehfilm in vier Teilen)
- 2011: Moskauer Decamerone (Russisch Московский декамерон)[2]

### Drehbücher
- 2006: Doppelter Name (Russisch Двойная фамилия) nach Dina Rubinas Doppelter Name
- 2007: Die Sünde (Russisch Грех), (Fernsehfilm)
- 2008: Durch die Hintertür (Englisch Backdoor, Russisch С чёрного хода) nach dem Roman des Mikhail Roschtschin Die Hintertür. Erinnerung
- 2009: Ljubka (Russisch Любка) in einer Mitautorenschaft mit Dina Rubina nach ihrem gleichnamigen Roman.
- 2010: Witwendampfer nach dem Roman von I. Grekowa
- 2010: Passionsgefangenschaft in Zusammenarbeit mit Wladislaw Romanov

### Dokumentarfilme
Alle Dokumentarfilme wurden in einer Mitautorenschaft mit Ella Mitina gedreht.
- Ganz Andere (Russisch Совсем другие) (6 Filme über talentierte Kinder)
- Der Clown Andrejka (Russisch Андрейка-клоун)
- Eigene, Fremde (Russisch Свои-чужие)
- Wir sind auch Menschen (Russisch Мы тоже человеки)
- Gott, bewahre uns! (Russisch Сохрани нас, Господи!)
- Die Geschichte meiner Familie (Russisch История моей семьи)
- Ewige Fragen (Russisch Вечные вопросы)
- Privatkummer (Russisch Личное горе).

## Theaterwerke

### Opernaufführungen
- Ruslan und Ljudmila (Russisch Руслан и Людмила), Glinka (Neue Oper, Moskau)
- Rossini. Musikalisches Divertissement (Russisch Россини. Музыкальный дивертисмент) (Neue Oper, Moskau)
- Maria Stuart (Russisch Мария Стюарт), Donizetti (Neue Oper, Moskau)
- Mawra und Die Geschichte eines Soldaten (Russisch Мавра und История Солдата), Strawinskij (Neue Oper, Moskau)
- Fledermaus (Russisch Летучая мышь), Strauss, Ufa, Ufaer staatliches Open- und Ballettheater.

## Filmfestivale und Auszeichnungen

### Spielfilme

#### Doppelter Name
- 2006: Umeå Filmfestival: Grand Prix
- 2006: Internationales Filmfest Braunschweig: Publikumspreis[3]
- 2006: Flanders International Film Festival Ghent: Teilnahme
- 2007: Rom International Film Festival: Teilnahme
- 2007: Filmfestival "Der Spiegel" Iwanowo: Teilnahme
- 2007: Denver International Film Festival: Teilnahme
- 2007: Filmfestival "Art Film" Trenčianske Teplice: Teilnahme
- 2007: Filmfestival „Stalker“ Moskau: Teilnahme
- 2007: Filmfestival Sankt Petersburg: Teilnahme
- 2007: Filmfestival Chanty-Mansijsk: Teilnahme
- 2007: Internationales Wohltätigkeitsfilmfest "Strahlender Engel": Preisträger.

#### Durch die Hintertür
- 2009: Filmfestival "Literatur und Kino" Gattschina: Filmentdeckung
- 2009: Filmfestival "Vivat, Kino Russlands!"[4], Sankt Petersburg
- 2009: Filmfestival "Kinoshock": Preis für den besten Hauptdarsteller (Wladimir Kusnetsow)[5][6]
- 2009: Filmfest Hamburg: Teilnahme[7].

#### Ljubka
2009: Kinofest „Sputnik nad Polską“, Polen: Teilnahme.

### Dokumentarfilme

#### Eigene, Fremde
- 1999: Filmfestival „Stalker“ Moskau: Jurypreis
- 2000: Filmfestival Bologna: Teilnahme
- 2000: Chicago International Film Festival: Teilnahme
- 2002: Boston International Film Festival: Teilnahme

#### Der Clown Andrejka
- 1997: Australian Film Festival: Grand Prix
- 1998: Bulgarian Film Festival: Goldpferdchen